# Marmoritis
Marmoritis, rod medićevki, smješten u podtribus Nepetinae dio tribusa Prunelleae, potporodica Nepetoideae. SSastoji se od 5 vrsta autohtonih na Tibetu, južna Himalaja, JZ Kina (velike nadmorske visine). Kew ovaj rod tretira kao sinonim za Nepeta

## Vrste
1. Marmoritis complanatum¨ (Dunn) A.L.Budantzev
2. Marmoritis decolorans¨ (Hemsl.) H.W.Li
3. Marmoritis nivalis¨ (Jacquem. ex Benth.) Hedge
4. Marmoritis pharicus¨ (Prain) A.L.Budantzev
5. Marmoritis rotundifolia¨ Benth.

## Sinonimi
- Phyllophyton Kudô; Mem. Fac. Sci. Taihoku Imp. Univ. 2: 225 (1929)
- Pseudolophanthus Levin; Trudy Bot. Inst. Akad. Nauk S. S. S. R., Ser. 1, Fl. Sist. Vyssh. Rast. 5: 294 (1941)